# マーク・ロスマン
マーク・ロスマン（Mark Rosman、1959年 - ）は、アメリカ合衆国の映画監督。

## 参加作品
- スプラッター・ナイト　新・血塗られた女子寮（製作総指揮/オリジナル脚本）
- パーフェクト・マン ウソからはじまる運命の恋（監督）
- シンデレラ・ストーリー（監督）
- ヒューマン・ボム（脚本）
- スーパードール／パパが人形に恋をした（監督/脚本）
- スイッチング・ライフ　彼女と私の事情（監督）
- エンカウンター（製作/監督/脚本）
- エボルバー（監督/脚本）
- 二重捜査線（監督）
- Ｘを探せ（監督）
- バック・トゥ・ザ・ドリーム（監督/脚本）
- スプラッター・ナイト/血塗られた女子寮（監督/製作/脚本）監督デビュー作